# Langstraatplein
Het Knooppunt Langstraatplein is een knooppunt in de Nederlandse provincie Noord-Brabant. De naam verwijst naar Langstraat (streek).
Dit knooppunt verbindt de provinciale weg N261 (Middenbrabantweg) met de autosnelweg A59 richting 's-Hertogenbosch en Rotterdam.
Het wordt door Rijkswaterstaat niet erkend als knooppunt, maar als een reguliere afrit met als nummer 37. Het werd verbouwd tussen 2013 en 2015 en opende op 4 mei 2015 voor het verkeer.
| Aansluitende wegen             | Aansluitende wegen                                             | Aansluitende wegen                 | Aansluitende wegen | Aansluitende wegen |
| ------------------------------ | -------------------------------------------------------------- | ---------------------------------- | ------------------ | ------------------ |
|                                |                                                                | richting Industrieterrein Waalwijk |                    |                    |
|                                |                                                                |                                    |                    |                    |
| richting Gorinchem / Rotterdam | richting Drunen / Heusden / Wijk en Aalburg / 's-Hertogenbosch |                                    |                    |                    |
|                                |                                                                |                                    |                    |                    |
|                                |                                                                | richting Efteling / Tilburg        |                    | richting Waalwijk  |

## Externe verwijzingen
- Wegenwiki